# Ove Fundin Trophy
Ove Fundin Trophy (Trofeum Ove Fundina) - puchar przechodni, który otrzymuje na rok najlepsza drużyna narodowa na żużlu.
Ove Fundin Trophy jest nagrodą od 2001, kiedy to dotychczasowe Drużynowe Mistrzostwa Świata zastąpiono Drużynowym Pucharem Świata.

## Budowa Pucharu
Ove Fundin Trophy zostało zaprojektowane z myślą zachowania tradycji nagród przyznawanych od początku tych rozgrywek. Z tego właśnie powodu w większości jest ono pokryte srebrem. Podobnie jak poprzednia nagroda puchar ten przechodzi corocznie od zwycięzcy do zwycięzcy rozgrywek. Ponadto na podstawie pucharu zostaje wygrawerowana nazwa państwa zdobywającego w danym roku tytuł Drużynowego Mistrza Świata.
Fundatorzy pucharu, brytyjska firma Benfield Sports International, postanowiła także nazwać puchar nazwiskiem jednego z najwybitniejszych żużlowców świata - Ove Fundina. Na początku pomysł ten nie został przyjęty przez środowisko żużlowe z wielką radością, jednak po kilku latach zdaje się, że nazwa ta wpisała się na stałe w Drużynowym Pucharze Świata.
Ove Fundin Trophy zostało zaprojektowane przez Aspreya i Garrarda z domu jubilerskiego "House of the Crown Jeweller since 1843". Firma ta zaprojektowała i stworzyła trofea do takich imprez sportowych jak US Masters, czy Rugby World Cup itp. To właśnie ta firma postanowiła nie odchodzić od tradycji i pokryć puchar srebrem.

## Poprzednie puchary

### 1960-1964
Pierwsze trofeum zostało ufundowane w 1960 roku przez redakcje polskiego wydawnictwa "Motor". Pucharem tym była srebrna waza pochodząca z XVII wieku. Ostatni raz srebrną wazę wręczano w 1964 roku kiedy to reprezentacja Szwecji odnosząc trzecie zwycięstwo w DMŚ otrzymała to trofeum na własność.

### 1964-2000
W 1965 roku polski tygodnik "Motor" ponownie ufundował puchar, który także był w większości wykonany ze srebra. Puchar pochodzący z czasów Księstwa Warszawskiego podobnie jak srebrna waza także został przyznany na własność drużynie która wywalczyła trzy tytuły Drużynowego Mistrza Świata z rzędu. Jednak w 1974 reprezentacja Wielkiej Brytanii, której został przyznany ten puchar, oddała go Międzynarodowej Federacji Motocyklowej. FIM z kolei postanowił ponownie przyznawać to trofeum najlepszej reprezentacji świata. Tym razem jednak bez możliwości wręczenia go na stałe jakiejkolwiek drużynie. Puchar ten był nagrodą za zdobycie DMŚ aż do roku 2000, kiedy to zastąpiono go obecnym trofeum.